# Terremoto de Jiuzhaigou de 2017
El terremoto de 2017 Jiuzhaigou ocurrió el 8 de agosto de 2017, en la ciudad de Zhangzha, condado de Jiuzhaigou, Prefectura de Ngawa, provincia de Sichuan, China. 

## Suceso
El terremoto fue registrado en 7.0 y mató por lo menos a 20 personas en la región montañosa del norte de Sichuan. El norte de Sichuan se encuentra en una zona de alta actividad tectónica. En esta región, la meseta tibetana se apoya contra la placa del Yangtze con la presión inmensa que forma fallas a lo largo de los bordes. El condado de Jiuzhaigou está situado en las montañas Min, una gama que se formó en la intersección de estas averías. Las zonas montañosas al sur del condado de Jiuzhaigou fueron el epicentro del terremoto de 2008 en Sichuan que resultó en decenas de miles de muertes.
De acuerdo con lo anunciado por la Administración de Terremotos de China, la gráfica mostró que la intensidad sísmica podría ser mayor que el nivel IX, y el epicentro del terremoto en el condado de Zhangzha podría alcanzar el nivel VIII.. La Oficina de Manejo de Emergencias de la Prefectura de Ngawa, provincia de Sichuan, anunció que hasta las 13:10 CST del 9 de agosto, el terremoto de magnitud 7.0 en la ciudad de Zhangzha en el condado de Jiuzhaigou mató a 19 personas y lesionó a 19 personas, Al día siguiente, el número de muertos aumentó a 20 con más de 400 heridos. Las muertes y lesiones ocurrieron principalmente en la ciudad de Zhangzha en el condado de Jiuzhaigou.
Después del terremoto, el condado entero de Jiuzhaigou sufrió completamente un apagón. Los testigos presenciales descubrieron que algunos edificios habían caído en Jiuzhaigou Valley Área de Interés Céntrico e Histórico. El personal de la Zona de Interés Histórico y Panorámico del Valle de Jiuzhaigou dijo al corresponsal de la Agencia de Noticias Xinhua que en la cuarta zanja del Valle de Jiuzhaigou, Una casa se había derrumbado y agrietado, y los lugareños estaban intensificando para evacuar a la gente. Hasta el 9 de agosto de 2017, hubo 40 personas gravemente heridas, 7 de las cuales fueron trasladadas a otros hospitales, 4 al Hospital de China Occidental de la Universidad de Sichuan y el resto al Hospital del Condado de Jiuzhaigou y al Hospital de Zhongzang.